# Passiflora oaxacensis
Passiflora oaxacensis är en passionsblomsväxtart som beskrevs av J.M. Macdougal. Passiflora oaxacensis ingår i släktet passionsblommor, och familjen passionsblomsväxter. Inga underarter finns listade i Catalogue of Life.